# Sachsen-Anhaltische Küche
Die Sachsen-Anhaltische Küche ist die Küche des deutschen Landes Sachsen-Anhalt. Die Gebiete im Norden wie Altmark, Fläming, Anhalt und Magdeburger Börde besitzen ähnliche Regionalküchen wie das benachbarte Niedersachsen und Brandenburg. Im Harz entwickelte sich auf Grund der landschaftlichen Gegebenheiten eine eigenständige Küche mit Spezialitäten wie dem Harzer Käse und verschiedenen Wildspezialitäten. Die Kochkunst des Südens des Landes lehnt an die benachbarte Thüringer Küche an.

## Einflüsse
Sachsen-Anhalt besitzt ausgezeichnete Böden für die Landwirtschaft, vor allem in der Magdeburger Börde. Daher wird hier eine große Vielfalt landwirtschaftlicher Erzeugnisse angebaut, häufig Zuckerrüben, aber auch viele Gemüsearten. Neben den Gerichten mit langer Tradition findet man diverse „typische DDR-Gerichte“, die Eingang in den privaten Küchenalltag gefunden haben und auf Grund ihrer hohen Verbreitung heute als regionaltypisch nicht nur für Sachsen-Anhalt, sondern für das gesamte ehemalige Staatsgebiet der DDR anzusehen sind (siehe „Küche der Deutschen Demokratischen Republik“).

## Kulinarisches Sachsen-Anhalt
Seit 2017 vergibt das Land Sachsen-Anhalt jährlich die Auszeichnung „Kulinarischer Stern“ an Unternehmen der Land- und Ernährungswirtschaft für qualitativ hochwertige Spezialitäten aus der Region. Die Preisträger werden im Rahmen des Wettbewerbes „Kulinarisches Sachsen-Anhalt“ ermittelt. An dem Wettbewerb beteiligen können sich alle Unternehmen, die ihren Unternehmenssitz oder Produktionsstätte in Sachsen-Anhalt haben – vom kleinen Handwerks- oder Landwirtschaftsbetrieb mit eigener Verarbeitung und Direktvermarktung bis hin zum Unternehmen mit industrieller Fertigung. Zugelassen sind Produkte ab erster Verarbeitungsstufe, die ganzjährig in gleichbleibender Qualität zur Verfügung stehen.
Alle teilnehmenden Produkte werden von einer neutralen und unabhängigen Fachjury verkostet und beurteilt. Die Sieger des Wettbewerbs erhalten einen kulinarischen Stern und werden bei ihren Marketingaktivitäten unterstützt. Unter anderem werden ausgewählte Produkte in der „Kulinarischen-Sterne-Box“ zusammengestellt, die für „Genuss in Sachsen-Anhalt“ werben soll.

## Bekannte Speisen und Getränke

### Getränke
- Wein und Sekt aus der Saale-Unstrut-Region
- Bier aus Wernigerode (Hasseröder Brauerei)

### Schweinefleisch/Rinderfleisch-Gerichte
- Altmärkische Hochzeitssuppe – Klare Bouillon vom Huhn mit Einlage von Hackfleischklößchen, Eierstich und Spargel (altmärkische Spezialität)
- Bauernfrühstück – mit Bratkartoffeln und meist auch Speck gefülltes Omelette. Kommt auch mit Spiegelei statt Omlette vor.
- „Bötel mit Lehm und Stroh“ – Eisbein mit Erbspüree und Sauerkraut (Magdeburger Spezialität)
- Eisbein mit Meerrettich
- Gehacktesstippe – gebundene Hackfleisch-Sauce, serviert mit Kartoffelpüree und Gewürzgurken (siehe auch Berliner „Beamtenstippe“)
- Hackepeter – ungewürztes Schweinehack, das bei Tisch mit Eigelb, Senf, Zwiebel, Salz, Pfeffer und Graubrot individuell zubereitet wird
- „Köthener Schusterpfanne“ – mit Kartoffeln und Birnen überbackener Schweinebraten (anhaltische Spezialität)
- Klopse – gebratene Frikadellen aus Rinder- oder Schweinehack, serviert mit Salzkartoffeln und gebundenem Gemüse
- Kohlrouladen – mit gewürztem Schweinehack gefüllte Weißkohlblätter, die zuerst angebraten und anschließend geschmort werden, serviert mit Salzkartoffeln
- Lose Wurst (auch: „Tote Oma“) – mit gehackter Zwiebel gebratene Blutwurst, die aus der Pelle ausgelöst wird und während des Garens eine breiige Konsistenz annimmt, serviert mit Sauerkraut und Salzkartoffeln oder Kartoffelpüree
- „Pottsuse“
- „Salzknochen“ mit Meerrettich – gepökeltes Schweinefleisch am Knochen mit Meerrettichsauce und Salzkartoffeln (Spezialität aus Weißenfels)
- Speckkuchen
- „Surfleisch“ (Sauerfleisch)
- Süßsaure Linsen-Suppe mit Blutwursteinlage
- Bregenwurst, ursprünglich aus Hirn hergestellt

### Geflügelgerichte
- Hühnerfrikassee – Ragout aus Hühnerfleisch, ergänzt durch Kapern, Fleischbällchen, Spargel und/oder Pilzen, serviert mit Salzkartoffeln oder Reis
- Eier mit Senfsauce (auch: Senfeier) – gekochte Eier in einer hellen Senfsauce, serviert mit Salzkartoffeln
- „Süßsaure Eier“ – in einer aus Mehlschwitze, Wasser, Essig, Salz, Pfeffer und Zucker hergestellten dicken Sauce pochierte Eier, serviert mit Salzkartoffeln

### Fischgerichte
- Heringsbrötchen – weiße Brötchen mit rohem Sauerkraut und eingelegtem Heringsfilet belegt
- Marinierter Hering mit Salzkartoffeln und Salatbeilage

### Beilagen
- gebundenes Gemüse (weich gegartes Gemüse in einer aus Mehlschwitze und Wasser hergestellten dicken Sauce)
- Braunkohl (auch: Brunkohl) – mit meist geräuchertem Schweinefleisch geschmorter Grünkohl, serviert mit Salzkartoffeln; der Grünkohl sollte über Tage mehrmals aufgewärmt werden, ehe er sein optimales Aroma entfaltet
- Spargel, serviert mit Salzkartoffeln und Weißbrotschmelze (altmärkische Spezialität)
- Klump – Schmorgerichte werden während des Garens im Ofen mit Hefeteig (Klump bzw. Hefeklump) oder Kartoffelteig (Kartoffelklump) gedeckelt
- Pellkartoffeln, serviert mit Butter und Leberwurst oder mit feingehackter Zwiebel in mit Salz und Pfeffer gewürztem Öl
- „Ostfälischer Kartoffelsalat“ – in einem Sud aus Essig, Zwiebeln, Petersilie und Gewürzen gegarte Kartoffelscheiben, warm mit Salzkartoffeln und Spiegelei, kalt (und dadurch leicht geliert) als Beilage oder zum Abendbrot serviert

### Süße Gerichte
In der Weinbauregion Saale-Unstrut werden verschiedene Obstsorten angebaut, darunter ganz prominent Äpfel, aber auch Birnen, Zwetschgen und Kirschen. Seit wenigen Jahren werden am Süßen See Wassermelonen geerntet. Auf Erdbeerfeldern werden jedes Jahr im Frühsommer Erdbeeren geerntet und in temporären Verkaufsstellen verteilt. Daneben sind die folgenden Süßspeisen typisch für die Sachsen-Anhaltische Küche.
- Brocke – mit gesüßtem Malzkaffee übergossene Brotwürfel, als nahrhaftes Frühstück
- Eierkuchen, serviert mit Apfelmus und Zucker
- Grießbrei, serviert mit Kompott aus gemischten Früchten
- Milchreis – in Milch gegarter Rundkornreis, serviert mit Zucker und Zimt oder mit Apfelmus
- Milchreis mit Zimt, Zucker, gebratenen Scheiben sächsischer Bratwurst und ausgelassener Butter (Milchreis Jeßnitzer Art)[3]
- Kartoffelpuffer, serviert mit Apfelmus und Zucker
- Klump mit Birnen, Kartoffelteig mit Birne (auch mit Pflaume oder Kirsche bzw. Teig auf Semmelbröselbasis)
- Puddingsuppe

### Backwaren
- Baumkuchen – röhrenförmiger Etagenkuchen, der schichtweise auf einer vor offenem Feuer drehenden Walze gebacken und anschließend mit einem Überzug aus Zucker oder Schokolade versehen wird (Spezialität aus Salzwedel in der Altmark und inzwischen als „Harzer Baumkuchen“ auch aus Wernigerode)
- Bienenstich – Hefe-Blechkuchen, der vor dem Backen mit einer Mischung aus Honig, Milch und Mandeln bzw. Kokosraspel bestrichen wird (im Unterschied zum süddeutschen Bienenstich ist die norddeutsche Variante ungefüllt); in Bäckereien meist als „Platte“ statt als einzelnes Stück verkauft
- Papageikuchen – ein Rührteigkuchen, eingefärbt mit Götterspeise, ersatzweise Lebensmittelfarbe, und Zuckerguss. Beim Aufschneiden des Kuchens werden die Farben sichtbar.
- Prilleken – ein Fettgebäck (frittiert)
- Streuselkuchen – Hefe-Blechkuchen, der vor dem Backen mit einer Streuselmasse belegt wird; in Bäckereien meist als „Platte“ statt als einzelnes Stück verkauft
- Zuckerkuchen – Hefe-Blechkuchen, der vor dem Backen mit Zucker bestreut und mit Butterflöckchen belegt wird; in Bäckereien meist als „Platte“ statt als einzelnes Stück verkauft
- Zwiebelkuchen

### Weiteres
- Harzer Käse – Sauermilchkäse aus dem Harz
- Schmalzbrötchen – weiße Brötchen mit Griebenschmalz bestrichen und mit Salz gewürzt

## Kuriositäten
Eine Kuriosität ist der Milbenkäse aus Würchwitz. Daneben werden in einigen Regionen wie der Altmark zur süß-sauren Grünebohnensuppe mit Zucker überstreute Eierkuchen gegessen („geditscht“). In der Region Anhalt wird zu Milchreis Bock-, Schmor- oder Bratwurst gereicht.